# Aladino Di Martino
Aladino Di Martino (San Pietro Avellana, 13 novembre 1908 – San Pietro Avellana, 16 luglio 1989) è stato un compositore italiano.

## Biografia
Aladino Di Martino nacque il 13 novembre 1908 a San Pietro Avellana, un piccolo paese in provincia di Isernia. L'amore per la musica gli fu trasmesso dal padre, clarinettista nella banda locale, che lo avviò agli studi musicali a Napoli presso il Convitto “Giuseppe Verdi”. Fu quindi ammesso al Conservatorio di San Pietro a Majella, dove cominciò una brillante carriera scolastica sotto la guida di illustri maestri: Emilia Gubitosi per il pianoforte e Gennaro Napoli per la composizione.
Fra il 1932 e il 1958 fu docente di composizione presso il liceo musicale "U. Giordano" di Foggia, di cui divenne anche direttore, prodigandosi affinché l'istituzione assurgesse prima ad istituzione pareggiata e divenisse poi conservatorio statale; successivamente fu direttore dei conservatori di Reggio Calabria e di Avellino. Dopo aver vinto il concorso per la cattedra di Alta Composizione fu docente al Conservatorio di San Pietro a Majella dal 1958 al 1979, dedicandosi con grande passione e dedizione all'attività didattica che lo distinse anche per le sue qualità umane: «Un compositore eccellente, grande insegnante, un uomo di bontà infinita». È la significativa testimonianza di uno dei più prestigiosi allievi di composizione di Aladino di Martino: Riccardo Muti.
Ed è principalmente Napoli la città nella quale si esprime la sua maturità artistica: molte sue composizioni vengono eseguite al Teatro di San Carlo, all'Auditorium della Rai e presso altre importanti istituzioni cittadine, oltre che in importanti rassegne musicali italiane. Nel 1976 divenne membro dell'Accademia tiberina di Roma e gli fu altresì conferita nel 1980, dal Presidente della Repubblica Sandro Pertini, l'onorificenza di Commendatore al Merito della Repubblica Italiana.
Ricoprì l'incarico di direttore, sempre del Conservatorio di San Pietro a Majella, fra il 1976 e il 1978. La morte lo colse nel suo paese d'origine nel 1989, ancora nel pieno della sua attività.

## Alcune opere rappresentative

### Opere liriche
- La caccia al lupo su libretto di V. Viviani
- Le sette cotenelle opera buffa da G.B. Basile
- La Mandragola opera;

### Musica per voci, coro, solisti e orchestra
- Ballata per solo, coro misto, voce recitante e orchestra
- Cantata nel Giorno del Giudizio per soli, coro misto e orchestra

### Musica per orchestra
- Ouverture per la Locandiera di Goldoni
- Preludio per piccola orchestra
- Suite per violino e orchestra
- Adagio e Rondò per violoncello e orchestra da camera
- Capriccio per clarinetto e orchestra d'archi

### Musica per pianoforte
- Cartoni animati: Bagattella napolitana, Preludio e Fughetta  per pianoforte
- Toccata per pianoforte
- Preludio e Fughetta per pianoforte
- Suite Napolitana per pianoforte

### Liederistica
- Le foglie di Santamaria, due liriche per canto e pianoforte
- La	Primavera  per soprano e pianoforte
- Mio cavallino per canto e pianoforte
- L'Eremo per canto e pianoforte

### Musica da camera
- Leggenda per violino e pianoforte
- Tema con variazioni per flauto solo
- Allegro da concerto per flauto e pianoforte
- Introduzione e Burlesca per violino e pianoforte
- Suite per violino e pianoforte
- Fiaba per violoncello e pianoforte
- Adagio e Allegro per violino, violoncello e pianoforte
- Sonata per violoncello e pianoforte

### Teatro in musica
- Il diavolo nel villaggio, fiaba burlesca per voce recitante, clarinetto, pianoforte e percussioni